# Гасвік
Гасвік (Північносаамська: Ákŋoluovtta gielda) — муніципалітет у фюльке Фіннмарк, Норвегія.
Адміністративним центром муніципалітету є селище Брейвікбос. Інші села муніципалітету — Брейвік, Гасвік, Сорвар. Населення цього муніципалітету поступово знижується через проблеми в рибній промисловості. Офіційна мова комуни — букмол.